# 立松延廣
立松 延廣（たてまつ のふひろ、1927年10月2日 - ）は、日本の経営者。井村屋社長を務めた。

## 経歴
愛知県名古屋市出身。1952年に名古屋大学法学部政治学科を卒業し、同年に東海銀行に入行。1977年に井村屋取締役に就任し、1979年に常務、1983年に専務、1985年に社長に就任。1991年に会長を経て、1997年6月に取締役相談役に就任。